# Christiane Lesparre
Pour les articles homonymes, voir Lesparre.
Christiane Lesparre, née le 26 octobre 1928 à Bordeaux et morte le 21 avril 2002 à Boulogne-Billancourt, est une écrivaine française.

## Biographie
Elle était l’épouse de Robert Sabatier.

## Œuvres
- Un hamac dans le Vaucluse , Paris, Éditions Grasset et Fasquelle, 1980, 239 p.  (ISBN 2-246-00926-X)
- L’Impossible Monsieur Bierce, Paris, Éditions Grasset et Fasquelle, 1981, 367 p.  (ISBN 2-246-24931-7)
- Six contes à rebours pour un tatou empaillé, nouvelles, Paris, Éditions Grasset et Fasquelle, 1983, 185 p.  (ISBN 2-246-28461-9)

- Prix Anaïs-Ségalas de l’Académie française en 1983
- L’Appartement, Paris, Éditions Grasset et Fasquelle, 1985, 355 p.  (ISBN 2-246-35241-X)
- Voyage autour d’un monde perdu, Paris, Éditions Grasset et Fasquelle, 1991, 358 p.  (ISBN 2-246-44461-6)
- Lalo et son désir, Paris, Éditions Grasset et Fasquelle, 1993, 250 p.  (ISBN 2-246-46291-6)
- Des nuits cousues d'or, Paris, Éditions Grasset et Fasquelle, 1996, 284 p.  (ISBN 2-246-48651-3)
- À la poursuite du sauvage, Paris, Éditions Grasset et Fasquelle, 2000, 136 p.  (ISBN 2-246-54211-1)